# Мирослав Янчев
Мирослав Митков Янчев е български политик и икономист от ГЕРБ, кмет на Златоград (от 2007 г.).

## Биография
Мирослав Янчев е роден на 22 май 1971 г. в град Златоград, Народна република България. Завършва магистърска степен по специалност „Управление на бизнеса“ в Стопанска академия „Димитър А. Ценов“. В периода от 1998 до 2007 г. е управител на „Дружество за заетост и структурно развитие Златоград-Кирково“.

### Политическа дейност
На местните избори през 2007 г. е кандидат за кмет на община Златоград, издигнат от ГЕРБ. На проведения първи тур получава 3231 гласа (или 43,00%) и се явява на балотаж с кандидата на Българска социалдемокрация – Младен Чаушев, който получава 2206 гласа (или 29,36%). Избран е на втори тур с 4823 гласа (или 64,29%).
На местните избори през 2011 г. е кандидат за кмет на община Златоград, издигнат от ГЕРБ. На проведения първи тур получава 3331 гласа (или 46,00%) и се явява на балотаж с кандидата на коалиция „Заедно за община Златоград“ (БСП, НДСВ, Българска социалдемокрация, ДПС) – Младен Чаушев, който получава 3538 гласа (или 48,85%). Избран е на втори тур с 4022 гласа (или 50,26%).
На местните избори през 2015 г. е кандидат за кмет на община Златоград, издигнат от ГЕРБ. Избран е на първи тур с 4379 гласа (или 61,13%).
На местните избори през 2019 г. е кандидат за кмет на община Златоград, издигнат от ГЕРБ. Избран е на първи тур с 3859 гласа (или 60,20%).